# (3678) Mongmanwai
(3678) Mongmanwai est un astéroïde de la ceinture principale.

## Description
(3678) Mongmanwai est un astéroïde de la ceinture principale. Il fut découvert le 20 janvier 1966 à Nanking par l'observatoire de la Montagne Pourpre. Il présente une orbite caractérisée par un demi-grand axe de 2,55 UA, une excentricité de 0,19 et une inclinaison de 8,3° par rapport à l'écliptique.

## Compléments